# Isabella de Beauchamp
Isabella de Beauchamp, señora de Kidwelly, baronesa Despenser (c. 1263 – antes del 30 de mayo de 1306), fue una noble inglesa y una pudiente heredera.

## Familia
Lady Isabella, o Isabel, de Beauchamp nació alrededor de 1263, en Warwickshire, Inglaterra. Fue la única hija de William de Beauchamp, IX conde de Warwick y Matilda FitzJohn. En el testamento de su padre, se menciona que tenía dos hermanas monjas en Shouldham. También tenía un hermano, Guy de Beauchamp, X Conde de Warwick. 

## Matrimonio y descendencia
Se casó en primeras nupcias antes de 1281, con Sir Patrick de Chaworth, señor de Kidwelly, en Carmarthenshire. El matrimonio tuvo una hija:
- Matilde de Chaworth (1282–1322), casada con Enrique, III conde de Lancaster,[3] con quien tuvo siete hijos.

Tras la muerte de Sir Patrick en 1283, Lady Isabella recibió cuatro mansiones en Wiltshire y dos en Berkshire hasta que se ajustara la cuantía de la herencia. También se le concedió el usufructo de Chedworth, Gloucestershire; y la mansión de Hartley Mauditt, Hampshire. Ambas propiedades habían sido concedidas al matrimonio por el padre de Sir Patrik.
En 1286, se casó por segunda vez con Sir Hugo le Despenser. El rey no había bendecido el matrimonio, por lo que Hugo tuvo que pagar una multa de dos mil marcos. El marido de Isabella fue nombrado barón Despenser en 1295. Tuvieron cuatro hijos:
Together Lord and Lady Despenser had four children:
- Hugo Despenser el Joven (1286 – 24 de noviembre de 1326), casado con Leonor de Clare.
- Aline le Despenser (muerta antes del 28 de noviembre de 1353), married Edward Burnell, Lord Burnell
- Isabella le Despenser (m. 4 o 5 de diciembre de 1334), casada en primeras nupcias con John, I barón Hastings; y más tarde con Ralpj I barón Monthermer.[4]
- Phillip le Despenser (m. 1313), casado con Margaret de Goushill.

Lady Despenser murió antes del 30 de mayo de 1306. Veinte años después, su marido y su hijo mayor, ambos favoritos del  rey Eduardo II fueron ejecutados por orden de la reina Isabel y Roger Mortimer, nuevos gobernantes de facto de Inglaterra.
Dado que su marido no recibió el condado de Winchester hasta 1322, cuando ella ya había fallecido, jamás ostentó el título de condesa.